# Jacques Poitrenaud
Pour les articles homonymes, voir Poitrenaud.
Jacques Poitrenaud, né le 22 mai 1922 à Lille et mort le 2 avril 2005 à Poissy, est un réalisateur français.

## Carrière
Il commence sa carrière au cinéma comme assistant réalisateur aux côtés de Roger Vadim, Michel Boisrond et Raoul André. 
Il devient réalisateur, scénariste et producteur à partir de 1960. En 1973, il crée Perspectives du cinéma français, sous-section de la Quinzaine des réalisateurs.
De 1984 à 1994 il dirige la section Un Certain Regard de la sélection officielle du Festival de Cannes, qui vise à promouvoir et à aider financièrement des films indépendants. Il compte parmi la trentaine de réalisateurs ayant fondé la Société civile des auteurs, réalisateurs et producteurs (ARP) en 1987, au sein de laquelle il fut à l'initiative des Rencontres cinématographiques de Beaune dont la première édition eut lieu en 1990.

## Filmographie

### Monteur
- 1950 : Ballerina de Ludwig Berger
- 1951 : Paris est toujours Paris (Parigi è sempre Parigi) de Luciano Emmer
- 1952 : Seuls au monde de René Chanas
- 1955 : Maigret dirige l'enquête de Stany Cordier

### Assistant-réalisateur
- 1948 : Rapide de nuit de Marcel Blistène
- 1955 : Cette sacrée gamine, de Michel Boisrond
- 1956 : Impasse des vertus, de Pierre Méré
- 1956 : C'est arrivé à Aden, de Michel Boisrond
- 1956 : Mitsou de Jacqueline Audry
- 1956 : Lorsque l'enfant paraît de Michel Boisrond
- 1957 : Sait-on jamais... de Roger Vadim
- 1957 : Une Parisienne de Michel Boisrond
- 1957 : Le Naïf aux quarante enfants de Philippe Agostini
- 1958 : Clara et les Méchants, de Raoul André
- 1958 : Faibles Femmes, de Michel Boisrond
- 1958 : La Vie à deux de Clément Duhour
- 1959 : Le Petit Prof de Carlo Rim
- 1959 : Les Liaisons dangereuses 1960, de Roger Vadim
- 1959 : Voulez-vous danser avec moi ? de Michel Boisrond
- 1960 : Et mourir de plaisir (Il sangue e la rosa) de Roger Vadim

### Réalisateur
- 1956 : Saint-Germain-en-Laye, cité royale (court-métrage)
- 1957 : Enfants, Touraine (court-métrage)
- 1960 : La revenante (court-métrage)
- 1960 : Les portes claquent coréalisé avec Michel Fermaud
- 1960 : Les Amours de Paris
- 1962 : Les Parisiennes, pour le sketch : Ella
- 1963 : Strip-tease
- 1963 : L'Inconnue de Hong Kong
- 1964 : Du grabuge chez les veuves
- 1964 : Une souris chez les hommes (ou Un drôle de caïd)
- 1965 : La Tête du client
- 1966 : Le Canard en fer blanc
- 1966 : Carré de dames pour un as
- 1968 : Ce sacré grand-père
- 1969 : Qu'est-ce qui fait courir les crocodiles ?
- 1971 : Mendiants et Orgueilleux, d'après le roman homonyme d'Albert Cossery

### Producteur
- 1972 : Mendiants et Orgueilleux
- 1976 : Les Naufragés de l'île de la Tortue de Jacques Rozier

### Acteur

#### Au cinéma
- 1981 : Il faut tuer Birgitt Haas de Laurent Heynemann
- 1982 : Qu'est-ce qu'on attend pour être heureux ! de Coline Serreau
- 1984 : Un dimanche à la campagne de Bertrand Tavernier
- 1985 : Autour de minuit (Round Midnight) de Bertrand Tavernier
- 1985 : Trois hommes et un couffin de Coline Serreau
- 1985 : Cinématon n° 619 de Gérard Courant
- 1987 : Les mois d'avril sont meurtriers de Laurent Heynemann
- 1989 : Romuald et Juliette de Coline Serreau
- 1996 : La Belle Verte de Coline Serreau
- 2001 : Chaos de Coline Serreau

#### À la télévision
- 1987 : La Lettre perdue de Jean-Louis Bertuccelli
- 1990 : Six Crimes sans assassins de Bernard Stora
- 1994 : Couchettes express de Luc Béraud